# Steve Morse
Steven J. "Steve" Morse (Hamilton, Ohio, 1954. július 28. –) amerikai gitáros, a Dixie Dregs zenekarban vált ismertté, 1994 óta a Deep Purple gitárosa. A Dixie Dregs együttes 1970-ben alakult, első lemezük pedig 1976-ban jelent meg. A fúziós jazzt játszó zenekar, komoly gitárhősi hírnevet szerzett Morse számára, aki a 80-as évek közepén tagja volt a Kansasnek is. 1994-ben milliók ismerték meg a nevét, mikor betöltötte a Deep Purple megüresedett gitárosi posztját. Azóta is az együttes tagja, játéka 4 stúdiólemezen és számtalan koncertfelvételen hallható. 2004-ben csatlakozott Bob Daisley, Lee Kerslake és Jimmy Barnes újonnan alakult hard rock formációjához, mely a Living Loud nevet vette fel, de 1984 óta Steve Morse Band néven is ad ki lemezeket.
2007-ben Sarah Spencer énekesnővel új zenekart hozott létre, mely az Angelfire nevet kapta. Első albumuk 2010-ben jelent meg, mely a zenekar nevét viseli.
Sokoldalú gitáros, akinek játékában ugyanúgy megtalálható a rock, mint a country, a funk, a jazz, vagy a klasszikus zene.
Morse már a 70-es évek közepétől kulcsfigurája a gitárvilágnak, egymás után ötször nyerte el az "év gitárosa" díjat a tekintélyes Guitar Player magazin szavazásán, valamint Steve Howe és Eric Johnson mellett ő a harmadik tagja a Guitar Player Hall of Fame-nek.

## Pályafutása

### Kezdetek
Apja miniszter, anyja zongorista volt. Mindketten egyben pszichológusok is voltak. Első éveit Ohio-ban töltötte, ahonnan elköltöztek először Tennessee államba, majd Ypsilanti városába (Michigan). Itt játszott először a The Plague nevű zenekarban bátyjával, Dave-vel.
Morse eleinte zongorán és klarinéton játszott, de érdeklődése középpontjába hamarosan a gitár került. Családja hamarosan Georgia államba költözött, ami fontos szerepet játszott Steve zenei fejlődésében. Itt ugyanis beiratkozott a Richmond Academy zeneiskolába, ahol a 10. évfolyamon találkozott Andy West basszusgitárossal, aki később a Dixie Dregs tagja lett.
A 60-as évek végére megalakították a Dixie Grift nevű zenekart, amelyben Morse volt a gitáros, West a basszusgitáros, Johnny Carr a billentyűs, Frank Brittingham az énekes/gitáros és Steve bátyja, Dave a dobos.
A zenekar többek között Led Zeppelin és Cream feldolgozásokat is játszott, azonban csak mérsékelt sikereket arattak.
A banda feloszlása után Morse és West ketten folytatták tovább, már Dixie Dregs néven, míg Morse-t fel nem függesztették az iskolából, amiért nem volt hajlandó levágatni hosszú haját. Ekkor döntött úgy, hogy beiratkozik a jó zenei képzéséről híres Miami Egyetemre.
A Miami Egyetem falai között olyan később legendássá vált zenészek tanultak, mint Pat Metheny, Chuck Schuldiner, Jaco Pastorius vagy Bruce Hornsby. Morse példáját követve Andy West is beiratkozott, majd Bart Yarnall dobossal, Frank Josephs billentyűssel, és Allen Sloan hegedűssel kezdtek el zenélni. A Rock Ensemble II nevű formáció nemcsak próbált az egyetem falai között, de előadásokat is tartottak, így egyre többen figyeltek fel Morse játékára. Közöttük volt Rod Morgenstein dobos is, aki később a Dixie Dregs ütőse lett. A formáció 1975-ben egy promóciós anyagot is rögzített, The Great Spectacular címmel, mely 1976-ban vált hozzáférhetővé.
Bart Yarnall kéztörése miatt, egy ideig Rod Morgenstein dobolt a formációban, aki annyira meggyőzte a többieket, hogy állandó tagként a zenekarban maradhatott. Miután Morse és West megszerezte a diplomát, az együttes felvette a Dixie Dregs nevet.

### Dixie Dregs (1975-1983)
Az együttes hamar nekikezdett a saját dalok megírásának, melyekben John McLaughlin hatása éppúgy megtalálható volt, mint a southern rock előadóké. Magát az együttest is gyakran emlegették southern rock zenekarként, amiben az a tény is közrejátszhatott, hogy az együttest az Allman Brothers Band menedzsere, Twiggs Lyndon szerződtette le a főleg southern rock előadókkal dolgozó Capricorn Records-hoz.
Az együttes első lemeze 1977-ben jelent meg Free Fall címmel. Az album fúziós jazz dalait Morse írta, bizonyítva ezzel nemcsak technikai, de zeneszerzői képességeit is. Ugyan az anyag jó kritikákban részesült, valamint a kritikusok dicsérték a tagok hangszeres virtuozitását is, ennek ellenére az album gyenge eladásokat produkált.
Az 1978-as What If album ismét pozitív visszhangban részesült. A lemez dalaiban egyaránt megtalálható volt a rock, a jazz, a funk, a klasszikus zene és a folk, némi southern rock hatással kiegészülve. Hiába adtak évente 150-200 koncertet, a What If sem fogyott jobban, mint elődje. 1978-ban azonban meghívást kaptak a Montreux-i Jazz Fesztiválra. Az előadást az 1979-ben kiadott Night of the Living Dregs koncertlemez örökítette meg. A megjelenést követően a Capricorn Records csődbe ment, így az együttes kiadó nélkül maradt.
1979-ben három albumra szóló szerződést írtak alá az Arista Records számára, majd nekiláttak a következő album munkálatainak. A Dregs of the Earth 1980 májusában jelent meg. Az album a 27. helyig kúszott fel a Billboard jazz albumainak listáján. Az Arista Records megpróbálta ismertebbé tenni a zenekart, ezért azt javasolta az együttesnek, hogy nevüket változtassák The Dregs-re. Így a következő, 1981-es Unsung Heroes albumon, már a The Dregs felirat szerepelt. A lemez Grammy jelölést is kapott "legjobb instrumentális rock előadás" kategóriában.
A megjelenést követően Allan Sloan hegedűs elhagyta a zenekart, hogy orvosi karrierjére koncentrálhasson.
Helyére Mark O'Connor került, aki korábban egy hegedűversenyt is megnyert. Már az ő játéka volt hallható az 1982-ben megjelent Industry Standard albumon. Hiába jelölték korábban a zenekart Grammy-díjra, ez az Industry Standard eladási mutatóin nem változtatott. A kritikusok viszont megintcsak dicsérték az együttest. A Guitar Player olvasói az "év gitárlemezének" szavazták az Industry Standard lemezt, míg Morse megkapta az "év gitárosa" címet. Az elismerések ellenére az együttes egy hosszabb szünetet tartott.
1983-ban az Al Di Meola, Paco de Lucía és John McLaughlin nevével fémjelzett The Trio előtt lépett fel, de folyamatosan elegett tett a különböző felkéréseknek is.

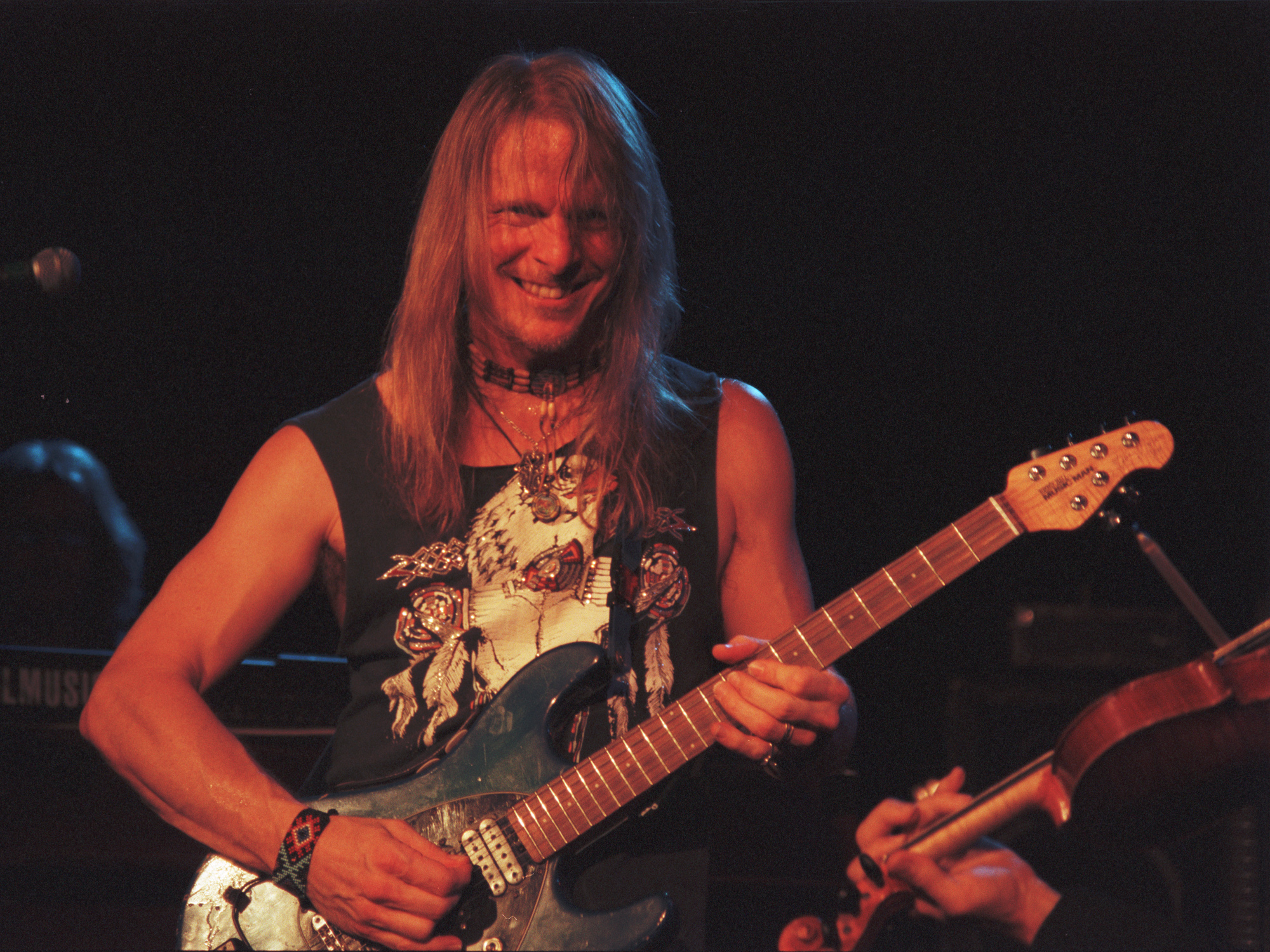
Steve Morse 1999. augusztus 28-án egy Dixie Dregs koncerten.

### Steve Morse Band, Kansas, (1984-1991)
Ezt követően Morse trióban folytatta tovább, a Steve Morse Band keretein belül. A dobok mögött Doug Morgan ült, míg a basszusgitárt Jerry Peek kezelte. Morgant hamarosan felváltotta Morse régi kollégája Rod Morgenstein. Az együttest az Elektra Records szerződtette, majd 1984-ben kiadták debütáló albumukat. A The Introduction albumon minden korábbinál nagyobb szerepet kapott Morse gitárja. Az együttes 1984-ben Németországban is koncertezett, Morse pedig gitárbemutatókon prezentálta tudását. A folytatás Stand Up címmel 1985-ben érkezett meg, mely során olyan vendégeket hívtak meg, mint Eric Johnson, Alex Ligertwood, Peter Frampton, Albert Lee, vagy Van Temple. A megjelenést ismét turnék követték, így a Rush észak-amerikai turnéján is vendégeskedhettek.
1986-ban Morse felkérést kapott a Kansas részéről. Az 1986-ban megjelent Power albumon már Morse gitározott. A korongon hallható a Kansas All I Wanted című slágere, melynek Morse is társszerzője volt. A dal bekerült a Billboard Top 20-ba is.
Morse még rögzítette az együttessel az 1988-ban megjelent In the Spirit of Things albumot, majd elhagyta a zenekart. Elhatározta, hogy levágatja a haját és a légitársaságnál fog dolgozni, mint másodpilóta. A rajongókat nem érte váratlanul Morse döntése, hiszen köztudott volt, hogy Morse már évek óta pilóta.
Így Morse 1987 és 1988-ban másodpilótaként dolgozott

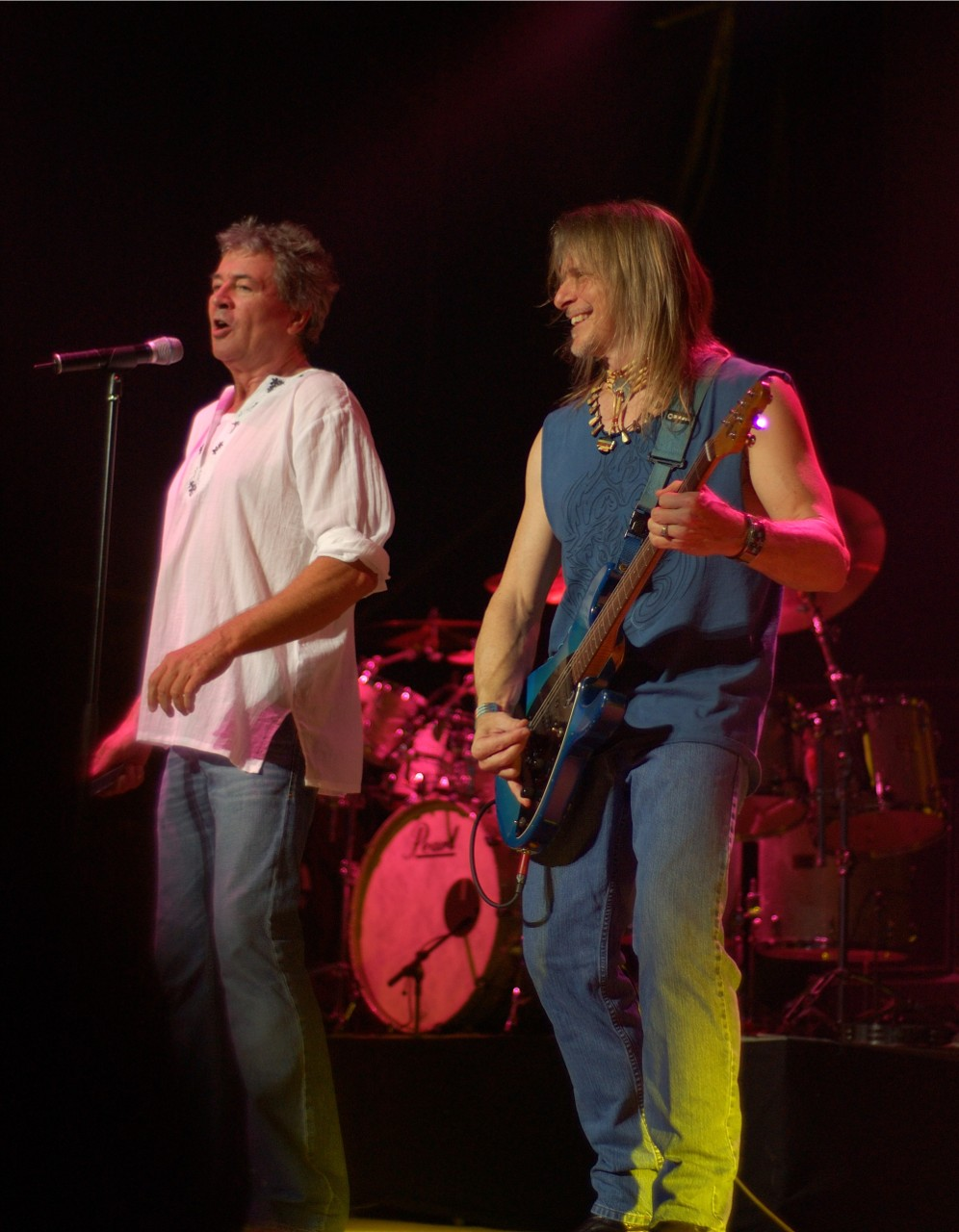
Steve Morse és Ian Gillan egy 2007-es koncerten.

1988-ban egy atlantai Lynyrd Skynyrd koncerten megkérték, hogy lépjen fel az együttessel. A koncert annyira jól sikerült, hogy Morse elhatározta, visszatér a zenéléshez.
Időközben megjelent egy Dixie Dregs EP Off the Record címmel, melyet 1989-ben a Divided We Stand követett. Morse 1989-ben adta ki első szólóalbumát is, mely a High Tension Wires címet kapta.
1989-ben a Guitar Player magazin olvasói ismét neki ítélték oda az "év gitárosa" címet, majd
1991-ben újra csatlakozott a Kansashez, egy turné erejéig. Ezt követően kiadott egy Steve Morse Band albumot is. A Southern Steel albumon a 8 újjas tapping technika úttörője Jeff Watson is szerepelt egy dal erejéig (Cut to the Chase). Az anyagon Dave LaRue basszusozott, aki funk hatású ritmusaival és kifogástalan technikai tudásával azonnal meggyőzte Morse-ot.

### Deep Purple, Dixie Dregs, Steve Morse Band (1991-2003)
A 90-es évek elején Rod Morgenstein elhagyta Steve Morse zenekarát, hogy a Winger zenekarhoz csatlakozzon. Helyére Van Romaine került, így a Morse-Romaine-LaRue trió képezi a Steve Morse Band alapját a mai napig. Ez a hármas rögzítette a Coast to Coast lemezt, mely 1992-ben jelent meg. A lemezt követő turnén ismét felbukkant Morgenstein és Allan Sloan, de az együttműködés csak néhány koncertig tartott. Sloan folytatta orvosi karrierjét, helyére az egykori Mahavishnu Orchestra hegedűs Jerry Goodman került.
Közben Dixie Dregs néven is jelentek meg anyagok (Bring 'Em Back Alive-1992, Full Circle-1994), de a következő sorlemez 1995-ben jelent meg a Steve Morse Band jóvoltából 1995-ben. A Structural Damage címre keresztelt anyag március 14-én vált hozzáférhetővé.
Morse a Structural Damage megjelenésekor már a Deep Purple tagja volt, ahová 1994-ben lépett be. Az együttes eredeti gitárosa Ritchie Blackmore az 1993-as európai turnén hagyta el a zenekart, helyére Joe Satriani került. Ő azonban szerződéses kötelezettségei miatt nem maradhatott sokáig, így az együttes Morse-t kereste meg. Első koncertje a zenekarral 1994-ben Mexikóban volt, míg hanganyagon először az 1996-os Purpendicular albumon volt hallható.
1996-ban a Steve Morse Band kiadta hetedik nagylemezét, mely a StressFest címet kapta. 1997-ben egy ritkaságokat tartalmazó Dixie Dregs album jelent meg, majd a Deep Purple Live at The Olympia '96 koncertlemeze is napvilágot látott.
1998-ban a Kansas King Biscuit Flower Hour Presents Kansas című koncertalbumán volt hallható, majd a Deep Purple következő nagylemezén az 1998-as Abandonon. 1999-ben rögzítették a Londoni Szimfonikus Zenekar társaságában az In Concert with the London Symphony Orchestra című albumot, mellyel az eredetileg 1969-ben megjelent Concerto for Group and Orchestra album 30 éves jubileumát ünnepelték meg.
1999-ben egy dupla koncertlemezt és DVD-t is megjelentettek, mely Total Abandon Australia ’99 címmel került a boltok polcaira.

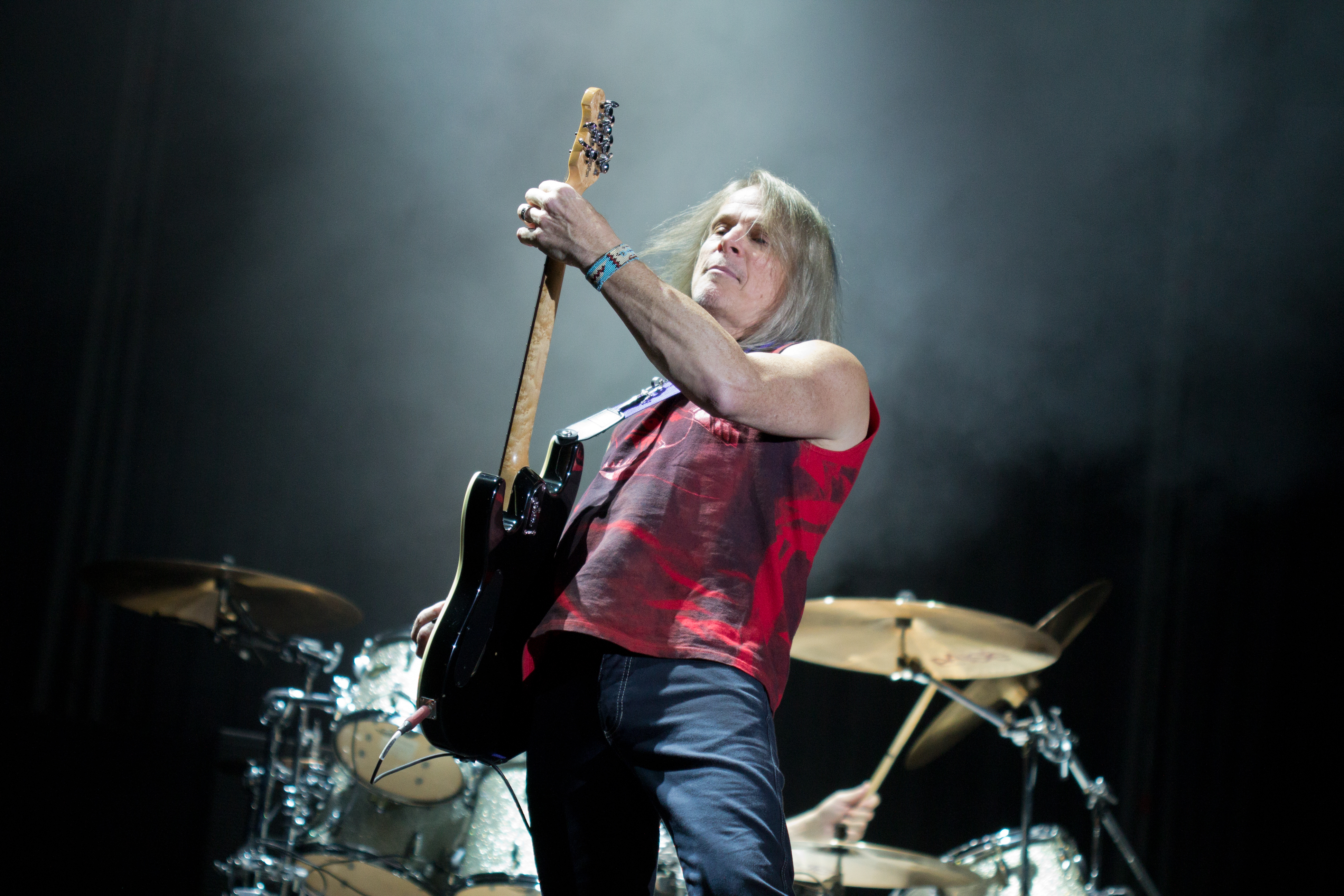
Steve Morse előadás közben.

2000-ben kiadta második szólólemezét is. A Major Impacts albumon olyan gitárosok előtt tiszteleg, akik nagy hatást gyakoroltak a játékára. Köztük megtalálható John McLaughlin, Jimi Hendrix, Jeff Beck, George Harrison, Keith Richards és Alex Lifeson is. Az albumot a Magna Carta adta ki. 2000-ben egy Dixie Dregs koncertlemez jelent még meg, amit 2002-ben két válogatáslemez követett. A 2000-es évek elején a Deep Purple egy koncertlemezzel és egy élő felvételeket tartalmazó 6 CD-s gyűjteménnyel állt elő.
2001-ben felbukkant Jordan Rudess Feeding the Wheel albumán, majd 2002-ben új Steve Morse Band albumot adott ki. A Split Decision című lemezt a Magna Carta adta ki. A Brian Moritz hangmérnök segítségével készült anyagon nagy szerepet kapott Morse akusztikus gitárjátéka is.
2003-ban újabb Deep Purple sorlemez is megjelent. A Bananas jó kritikákban részesült, majd újabb világkörüli turnéra indult a zenekar.

### Deep Purple, Steve Morse Band, Living Loud, Angelfire, Flying Colors (2003-napjainkig)
2003-ban Bob Daisley basszusgitárossal, Lee Kerslake dobossal és Jimmy Barnes énekessel létrehozta a Living Loud hard rock supergroupot. Az együttes első albuma a zenekar nevét viselte, melyen Don Airey kezelte a billentyűs hangszereket. Az együttesnek még egyetlen kiadványa jelent meg, egy 2005-ös koncertlemez képében (Live In Sydney 2004).
2004-ben Morse kiadta a Major Impacts folytatását Major Impacts 2 címmel. 2004-ben egy Kansas válogatás jelent meg Sail On: The 30th Anniversary Collection címmel, majd 2005-ben megjelent a Deep Purple soron következő nagylemeze, a Rapture of the Deep. 2005-ben egy Prime Cuts – From Steve Morse's Magna Carta sessions című válogatás jelent meg, majd felbukkant Ian Gillan 2006-os, Gillan's Inn albumán. 2006-ban két tribute lemezen is felbukkant. A Back Against the Wall című Pink Floyd és a Visions of an Inner Mounting Apocalypse című Mahavishnu Orchestra albumok nem az első ilyen jellegű szereplései voltak, hiszen korábban már szerepelt Stevie Ray Vaughan, Rush, Yes és Jason Becker emlékalbumokon is. 2009-ben egy Kansas koncertlemezen és DVD-n (There's Know Place Like Home) volt látható/hallható. 2009-ben új Steve Morse Band album is megjelent. A Out Standing in Their Field című anyagot az Eagle Records adta ki.
2010-ben Sarah Spencer amerikai énekesnővel és zongoristával fogott össze. Az Angelfire névre keresztelt formáció első albuma 2010 augusztusában jelent meg a Radiant Records gondozásában.
Az Angelfire című lemezen a pop, a rock, a folk, a fúziós jazz, a country és a New Age keveréke volt hallható.
2011 elején került nyilvánosságra a hír, miszerint Morse részt vesz egy supergroupban, melyben Mike Portnoy, Neal Morse, Dave LaRue és Casey McPherson a társai. A formáció a Flying Colors nevet viseli, 2012-ben az együttes nevével jelent meg album, 2014-ben pedig Second Nature című albumot adták ki. 2013-ban egy igencsak jó nevű kiadóval, az earMUSIC-val, valamint egy híres producerrel, Bob Ezrin-nel (Pink Floyd, Kiss, Alice Cooper, Lou Reed) dolgozhatott együtt a Purple, aminek következményeképpen ki is adták a 19. nagylemezüket, ami a Now What?! névre hallgatott. Hasonlóan az earMUSIC gondozásában idén áprilisban tervezik kiadni a Deep Purple utolsónak vélt nagylemezét, az Infinite-t, ami kicsit vissza is fog nyúlni a '70-es évekhez.

## Stílus, hangszer
Steve Morse a 70-es évek közepe óta kulcsfigurája a gitárvilágnak, ennek ellenére sohasem vette körül akkora felhajtás, mint néhány kollégáját. Pályafutása során inkább megmaradt amolyan "szakma kedvencének", aki sokkal könnyebben vívta ki a zenésztársadalom tiszteletét, mint a nagyközönségét.
Egymás után ötször nyerte el az "év gitárosa" díjat a tekintélyes Guitar Player magazin szavazásán, valamint Steve Howe és Eric Johnson mellett ő a harmadik tagja a Guitar Player Hall of Fame-nek
Rendkívül sokoldalú zenész, aki otthonosan mozog a rock mellett, a jazz, a blues, a country, és a klasszikus zene területén is. Pályafutása során több tucat lemezen szerepelt, valamint rengeteg előadóval dolgozott együtt, ezért gyakran nevezik a "világ legkeményebben dolgozó gitárosának" is.
Stílusára ugyanúgy jellemzőek a funk hatású ritmusok, mint az összetett akkordjáték. Pengetéstechnikája rendkívül sokoldalú, mely nagymértékben inspirálta John Petrucci játékát is. Összetett módon alkalmazza a különféle pengetéstechnikákat (alternate , sweep, shred ), de az arpeggiok  és az akusztikus gitár  területén is otthonosan mozog. Fejlett improvizációs készségeit leginkább fúziós jazz albumain bizonyítja, de a Deep Purple koncerteken is van lehetősége improvizálni.
Pályafutása korai szakaszában egy hibrid gitárt használt, melynek Fender Telecaster testéhez, Fender Stratocaster nyakat rögzített. A Telecasterre jellemző egytekercses hangszedőkből csak egyet tartott meg, melyet egy ikertekercses Humbucker hangszedővel és 3 db single-coil hangszedővel bővített ki. A "Frankenstein Telecaster" becenevű hangszert, az Ernie Ball Musicman Steve Morse Signature váltotta fel. A gitár fején a hangolókulcsok 4+2 elrendezésben helyezkednek el, kiválóan tartva a hangolást. A hangszer nyaka úgy illeszkedik a testhez, hogy az a felső regiszterekben is kényelmes játékérzetet kelt. A hangszer 4 DiMarzio hangszedőt tartalmaz: 2 humbuckert (Morse signature DP-205 és DP-200) és 2 single coil-t (DP-108 Vintage és egy egyéni tervezésű). Egy speciális kialakításnak köszönhetően a gitár 11 hangszedő beállításra alkalmas.
A jávor nyakú, rózsafa fogólappal ellátott hangszer 22 érintővel rendelkezik, valamint tremolókaros és fix húrlábas változatban is kapható.
Erősitők terén egy ENGL signature modellt használ, melyet saját igényei szerint készítették el.
Effektek terén leggyakrabban 2 db Electro-Harmonix Deluxe Memory Man, valamint egy Boss OC-3 Super Octave Pedal áll rendelkezésére.

## Diszkográfia

### Dixie Dregs
- 1975 The Great Spectacular (1997-ben újra megjelent)
- 1977 Free Fall
- 1978 What If
- 1979 Night of the Living Dregs
- 1980 Dregs of the Earth
- 1981 Unsung Heroes
- 1982 Industry Standard
- 1988 Off the Record
- 1989 Divided We Stand
- 1992 Bring 'Em Back Alive
- 1994 Full Circle
- 1997 King Biscuit Flower Hour Presents – The Dregs 1979
- 2000 California Screamin' – Live In California 1999
- 2002 20th Century Masters: The Best Of The Dixie Dregs (válogatás)
- 2002 Sects, Dregs & Rock 'n' Roll (válogatás)

### Steve Morse Band és szólólemezek
- 1984 The Introduction
- 1985 Stand Up
- 1989 High Tension Wires
- 1991 Southern Steel
- 1992 Coast to Coast
- 1995 Structural Damage
- 1996 StressFest
- 2000 Major Impacts
- 2002 Split Decision
- 2004 Major Impacts 2
- 2005 Prime Cuts – From Steve Morse's Magna Carta sessions (válogatás)
- 2009 Out Standing in Their Field

### Deep Purple
- 1996 Purpendicular
- 1997 Live at the Olympia ’96
- 1998 Abandon
- 1999 In Concert with the London Symphony Orchestra
- 1999 Total Abandon Australia ’99
- 2001 Live at the Rotterdam Ahoy
- 2001 The Soundboard Series
- 2003 Bananas
- 2005 Rapture of the Deep
- 2006 Live at Montreux 1996
- 2007 They All Came Down to Montreux
- 2013 Now What?!
- 2017 Infinite

### Kansas
- 1986 Power
- 1988 In the Spirit of Things
- 1998 King Biscuit Flower Hour Presents Kansas
- 2004 Sail On: The 30th Anniversary Collection (válogatás)
- 2009 There's Know Place Like Home DVD

### Angelfire
- 2010 Angelfire

### Living Loud
- 2003 Living Loud (USA: 2004)
- 2005 Live In Sydney 2004 (2CD/DVD)

### Vendégszereplések
- 1977 Tropical Nights – Liza Minnelli
- 1978 Kamikazee Christian – Rob Cassells Band
- 1980 Schemer-Dreamer – Steve Walsh
- 1983 The Trio – Al Di Meola, John McLaughlin, Paco de Lucía
- 1986 Storytime – T Lavitz
- 1987 Stone From Which The Arch Was Made – Mark O’Connor
- 1987 Surveillance – Triumph
- 1988 Southern by the Grace of God: Lynyrd Skynyrd Tribute Tour 1987 – Lynyrd Skynyrd
- 1988 Love Your Man – The Rossington Collins Band
- 1990 Nashville Rendez-Vous – Marcel Dadi
- 1991 Fingers Crossing – Marcel Dadi
- 1992 Country Guitar Flavors – Marcel Dadi
- 1992 Lone Ranger – Jeff Watson
- 1993 Coven, Pitrelli, O'Reilly – CPR
- 1994 Thonk – Michael Manring
- 1995 Carmine Appice's Guitar Zeus
- 2001 Seventh Key – Seventh Key
- 2001 Nylon & Steel – Manuel Barrueco
- 2001 Feeding the Wheel – Jordan Rudess
- 2002 Camino Latino/Latin Journey – 'Liona Boyd
- 2004 Rhythm Of Time – Jordan Rudess
- 2006 Gillan's Inn – Ian Gillan
- 2007 School of the Arts – School of the Arts (+ T Lavitz) (Morse akusztikus gitáron játszik az On Fire és a Portrait c. dalokban)

### Válogatás és tribute lemezek
- 1978 Hotels, Motels And Road Shows (Különböző előadók válogatáslemeze)
- 1989 Guitar's Practicing Musicians (Különböző előadók válogatáslemeze)
- 1991 Guitar's Practicing Musicians Vol. 2 (Különböző előadók válogatáslemeze)
- 1991 Guitar Speak III (Különböző előadók válogatáslemeze)
- 1992 Rock Guitar Greats (Különböző előadók válogatáslemeze)
- 1992 Guitar On The Edge Vol. 2 (Különböző előadók válogatáslemeze)
- 1995 Tales From Yesterday (Yes tribute)
- 1996 Crossfire – A Tribute To Stevie Ray (Stevie Ray Vaughan tribute)
- 1996 Working Man (Rush tribute, Morse a La Villa Strangiato és a Red Barchetta szólóit játssza.)
- 1996 The Carols Of Christmas (Különböző előadók válogatáslemeze)
- 1997 The Carols Of Christmas II (Különböző előadók válogatáslemeze)
- 1997 Merry Axemas – A Guitar Christmas (Különböző előadók válogatáslemeze)
- 1997 Jazz Fusion Vol. 2 (Különböző előadók válogatáslemeze)
- 1998 Guitar Battle (Különböző előadók válogatáslemeze)
- 1999 Tribute to the Titans (Különböző előadók válogatáslemeze)
- 1999 Rock Guitarists Forever Best (Különböző előadók válogatáslemeze)
- 2001 Warmth In The Wilderness – A Tribute To Jason Becker (Jason Becker tribute)
- 2002 A Southern Rock Christmas (Különböző előadók válogatáslemeze)
- 2004 Classical Heartbreakers (Különböző előadók válogatáslemeze)
- 2005 Future of the Blues Vol. 2 (Különböző előadók válogatáslemeze)
- 2006 Back Against The Wall (Pink Floyd- The Wall tribute album)
- 2006 Visions of an Inner Mounting Apocalypse (Mahavishnu Orchestra tribute)
- 2006 The Royal Dan: A Tribute (instrumentális Steely Dan tribute)